# Volo Aeroflot 505
Il volo Aeroflot U-505 si schiantò subito dopo il decollo a Tashkent il 16 gennaio 1987. Il volo 505 era un volo mattutino che da Tashkent doveva dirigersi a Shahrisabz, entrambi nell'allora Repubblica Socialista Sovietica Uzbeka, ora Repubblica dell'Uzbekistan. Il volo era decollato appena un minuto e 28 secondi dopo un Ilyushin Il-76, entrando così nella sua turbolenza di scia. Lo Yak-40 virò bruscamente a destra, colpì il suolo e prese fuoco. Tutte le 9 persone a bordo persero la vita.

## L'aereo e l'equipaggio
L'aereo coinvolto, uno Yakovlev Yak-40, era registrato presso Aeroflot come CCCP-87618. Al momento dell'incidente il velivolo aveva sostenuto 17.132 ore di volo e 20.927 cicli (un ciclo equivale a un decollo e un atterraggio).
L'equipaggio era composto da:
- Capitano T. Yunusbek (Юнусбеков Т.)
- Copilota Valery Strunin (Струнин Валерий Александрович)
- Ingegnere di volo RF Davydov (Давыдов Р. Ф.)

## Il volo e l'incidente
L'aereo doveva trasportare delle merci da Tashkent a Shakhrisabz. A bordo c'erano 1.200 chilogrammi di posta e 35 chilogrammi di bagagli personali, insieme a quattro passeggeri seduti in cabina. Il peso al decollo era di 14,4 tonnellate, entro l'intervallo accettabile. L'equipaggio aveva fretta di partire perché il carico non era stato caricato prima delle 6:00 ora locale e doveva partire da Tashkent alle 5:55; quindi l'equipaggio impiegò meno di un minuto per completare la check-list pre-volo invece dei soliti cinque minuti. Iniziarono a muoversi sulla via di rullaggio tre fino alla pista 8L. Alle 6:09:40 l'Il-76 (CCCP-76482) decollò dalla pista. L'equipaggio contattò immediatamente la torre di controllo chiedendo l'autorizzazione al decollo. Dopo aver ricevuto il permesso di rullare sulla pista, alle 6:10:58 decollarono senza un'esplicita autorizzazione al decollo, in violazione delle regolari procedure operative. L'equipaggio portò i motori a piena potenza accelerando a 124,2 nodi, ma alle 6:11:04, quando l'aereo non era a più di 20 metri da terra, iniziò a virare bruscamente a destra e alle 6:11:15 si schiantò al suolo, uccidendo tutte e nove le persone a bordo.

## La causa

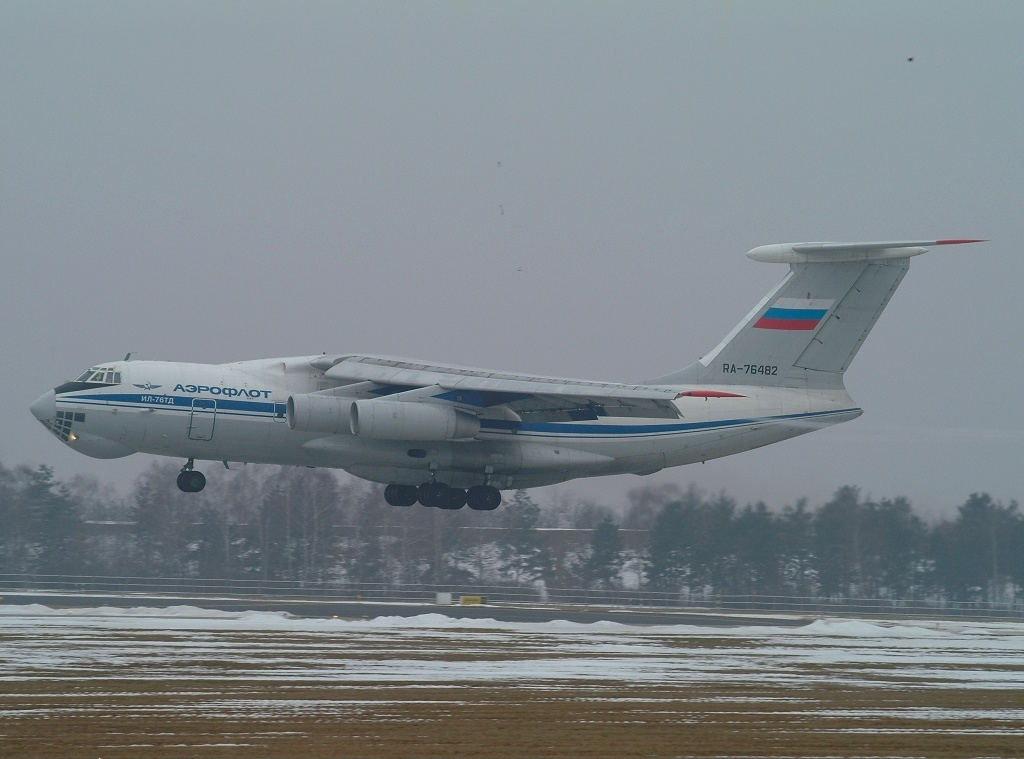
Un Ilyushin Il-76 simile a quello che causò la turbolenza di scia.

Lo Yak-40 era decollato 1 minuto e 28 secondi dopo un Ilyushin Il-76. Durante l'indagine sulle cause del disastro, la commissione scoprì che, nonostante la posizione dell'IL-76, avrebbe comunque rilasciato una pericolosa turbolenze di scia, siccome il vento soffiava solo di 1 mph, portando alla conclusione che quanto successo allo Yak-40 può essere spiegato solo con la turbolenza di scia dell'Il-76, molto più pesante, che stava decollando dalla stessa pista appena 1 minuto e 15 secondi prima del volo 505. L'aeroporto di Tashkent aveva un intervallo minimo di decollo di un solo minuto, indipendentemente dal tipo di aeromobile, portando il relativamente piccolo aereo a perdere rapidamente il controllo e a schiantarsi una volta imbattutosi nella turbolenza di scia.